# Belgische federale verkiezingen 2014/Kandidatenlijst/sp.a
Dit zijn de kandidatenlijsten van de Socialistische Partij Anders voor de Belgische federale verkiezingen van 2014. De verkozenen staan vetgedrukt.

## Antwerpen

### Effectieven
1. Monica De Coninck
2. David Geerts
3. Maya Detiège
4. Fauzaya Talhaoui
5. Hannes Anaf
6. Aysel Bayraktar
7. Tom De Boeck
8. Elhasbia Zayou
9. Karel Geys
10. Vanessa Van Linden
11. Kim Dorikens
12. Paul Beloy
13. Griet Reyntiens
14. Gert Hermans
15. Stephanie Van Houtven
16. Laura Van Heukelom
17. Zander Vliegen
18. Aline Nuyens
19. Chris Ceuppens
20. Joppe Van Meervelde
21. Hicham El Mzairh
22. Bert Delanoeije
23. Rik Rottger
24. Inga Verhaert

### Opvolgers
1. Bart Martens
2. An Verlinden
3. Peter Raats
4. Sophie Bollen
5. Gino Van Der Elst
6. Elke Van Espen
7. Stefan De Maeyer
8. Michael Dieltjens
9. Annemarie Kota
10. Denise Melis-De Lamper
11. Erwin Madereel
12. Greet van Gool
13. Patrick Marnef

## Brussel-Hoofdstad

### Effectieven
1. Maite Morren
2. Mohamed Adahchour
3. Karline Libert
4. Walter Vermander

### Opvolgers
1. Frank Van Dessel
2. Lesia Radelicki
3. Matson Driesen
4. Müserref Camoglu
5. Robert Delathouwer
6. Lydia De Pauw

## Limburg

### Effectieven
1. Peter Vanvelthoven
2. Meryame Kitir
3. Ahmet Koç
4. Myriam Giebens
5. Fons Verwimp
6. Filip Moers
7. Guy Legein
8. Sole Garcia-Feijoo
9. Lieve Willems
10. Sofie De Waele
11. Brigitte Smets
12. Guy Swennen

### Opvolgers
1. Alain Yzermans
2. Birgitt Carlier
3. Pritty Kaur
4. Angelo Bruno
5. Johnny Vrancken
6. Danny Deneuker
7. Hilde Claes

## Oost-Vlaanderen

### Effectieven
1. Karin Temmerman
2. Dirk Van der Maelen
3. Fatma Pehlivan
4. Bert Bauwelinck
5. Nand De Klerck
6. Freija Dhondt
7. Katie Coppens
8. Fanny Biesemans
9. Koen Haelters
10. Sven Taeldeman
11. Jurgen Blomme
12. Sientje Boes
13. Guy Van Acker
14. Patricia Sarasin-Dhaene
15. Gino Bertin
16. Inge Moens
17. Sandra De Smedt
18. Sandra De Roeck
19. Luc Deschamps
20. Rudy Coddens

### Opvolgers
1. Sam Van De Putte
2. Anja Vanrobaeys
3. Brent Meuleman
4. Pol Staut
5. David Vanden Bossche
6. Stephanie Camu
7. Ellen Wyffels
8. Wendy Roegiest
9. Sofie Vercoutere
10. Lore Vonck
11. Rudy Van Cronenburg

## Vlaams-Brabant

### Effectieven
1. Hans Bonte
2. Karin Jiroflée
3. Mohamed Ridouani
4. Marc Snoeck
5. Dirk Lodewijk
6. Else Vanden Broeck
7. Marc Florquin
8. Christini Gounakis
9. Houari El Hannouti
10. Karina Peeters
11. Yassine Semlali
12. Griet Lissens
13. Patricia Vanluyten
14. Evy De Batselier
15. Louis Tobback

### Opvolgers
1. Tom Troch
2. Bieke Verlinden
3. Bertrand Demiddeleer
4. Eva Van Der Bracht
5. Kelly Ausloos
6. Elke Allard
7. Natasja Ons
8. Geert Schellens
9. Jean-Pierre De Groef

## West-Vlaanderen

### Effectieven
1. Johan Vande Lanotte
2. Ann Vanheste
3. Alain Top
4. Jurgen Vanlerberghe
5. Annie De Pauw
6. Simon Bekaert
7. Bieke Moerman
8. Burak Nalli
9. Bauke Vandeghinste
10. Stefanie Laenens
11. Frank Duhamel
12. Birgit Hendrikx
13. Vicky Verstringe
14. Patrick Roose
15. Patrick Lansens
16. Tamara Schotte

### Opvolgers
1. Annick Lambrecht
2. Youro Casier
3. Kenneth Vermeulen
4. Guy Mertens
5. Katy Ackein
6. Vicky Claeys
7. Rik Priem
8. Deirde Gouwy
9. Franky De Block